# San Vittorino, Rom
San Vittorino är Roms elfte zon och har beteckningen Z. XI. Zonen är uppkallad efter den helige martyren Victorinus av Amiternum (död år 96 e.Kr.). Zonen San Vittorino bildades år 1961.

## Kyrkobyggnader
- San Vittorino
- Santa Maria
- Santuario di Nostra Signora di Fátima a San Vittorino
- San Michele Arcangelo

## Övrigt
- Cimitero di San Vittorino
- Castello di Corcolle
- Castrum Castiglionis a Gabii
- Torre del Castrum Castiglionis di Gabii
- Torre presso il Campanile di San Primo a Gabii
- Casale del Castiglione
- Casale dei Pescatori
- Castello Barberini
- Casale di San Vittorino

## Bilder
| - San Vittorino. - Santa Maria. - Santuario di Nostra Signora di Fátima a San Vittorino. - San Michele Arcangelo. |